# Henrietta Wells Livermore
Henrietta Wells Livermore (22 de mayo de 1864 - 15 de octubre de 1933) fue una sufragista estadounidense. Organizó la primera reunión de sufragistas en su departamento de Park Avenue en 1910, la cual se convirtió en el Club Nacional Republicano de Mujeres. 

## Biografía
Henrietta Wells nació el 22 de mayo de 1864, hija del juez Henry Jackson Wells y Maria A. Goodnow en San Francisco, California. Asistió a la Harvard Grammar School y luego al Wellesley College y se graduó en 1887. Recibió su maestría en 1893 de la misma institución.
El 21 de octubre de 1890, se casó con Arthur Leslie Livermore en Cambridge, Massachusetts. Él era un abogado de Nueva York, y vivían en Yonkers, Nueva York.
Tuvieron dos hijos: Henry Wells Livermore  y Russell Blake Livermore.
 

En 1920 fue miembro del Comité Nacional Republicano e instó a las mujeres a votar: 
 Lo tienes en tus manos para ganar. Tienes nuevas ideas, nuevos métodos en política, y no puedo impresionarte demasiado sobre el papel que tienes que jugar en la próxima campaña. Debes cooperar con los hombres y tener confianza en tu propia habilidad. El mayor trabajo de la campaña será la superación de la inercia e indiferencia de quienes tienen voto ". 
 Falleció el 15 de octubre de 1933.